# Fahrni
Fahrni là một đô thị ở huyện Thun ở bang Bern ở Thụy Sĩ. Đô thị này có diện tích 6,68 km², dân số năm 2005 là 721 người. Đô thị này giáp các đô thị: Bleiken bei Oberdiessbach, Brenzikofen, Buchholterberg, Heimberg, Homberg, Steffisburg, Unterlangenegg